# Dendroplex
Dendroplex es un género de aves paseriformes perteneciente a la subfamilia Dendrocolaptinae de la familia Furnariidae. Agrupa a dos especies nativas de la América tropical (Neotrópico), donde se distribuyen desde Panamá a través de América del Sur hasta el este y centro oeste de Brasil. A sus miembros se les conoce por el nombre popular de trepatroncos.

## Etimología
El nombre genérico masculino «Dendroplex» se compone de las palabras del griego « δενδρον dendron»: árbol, y «πλησσω plēssō»: golpear; significando «que golpea los árboles».El nombre genérico masculino «Dendroplex» se compone de las palabras del griego « δενδρον dendron»: árbol, y «πλησσω plēssō»: golpear; significando «que golpea los árboles».

## Características
Los trepatroncos de este género son de tamaño mediano, midiendo entre 20 y 22 cm de longitud. La principal característica que los diferencia de los Xiphorhynchus, donde antes estaban colocados, es su pico recto y con perfil de daga, de color marfil a rosado pálido. De colores rufo, castaño y pardo, con estriado en la cabeza y moteado en el pecho. Habitan en una variedad de ambientes boscosos pero prefieren áreas semiabiertas riparias o de várzea.

## Lista de especies
Según las clasificaciones del Congreso Ornitológico Internacional (IOC) y Clements Checklist/eBird v.2019, el género agrupa a las siguientes especies con el respectivo nombre popular de acuerdo con la Sociedad Española de Ornitología (SEO):
| Imagen | Nombre científico   | Autor            | Nombre común             | EC (*) |
| ------ | ------------------- | ---------------- | ------------------------ | ------ |
|        | Dendroplex picus    | (Gmelin, 1788)   | trepatroncos piquirrecto | LC     |
|        | Dendroplex kienerii | (Des Murs, 1856) | trepatroncos de Zimmer   | NT     |

(*) Estado de conservación

## Taxonomía
Las dos especies estaban antes colocadas en el género Xiphorhynchus, de donde fueron separadas con base en estudios genéticos que demostraron que las dos especies no pertenecían al clado formado por el resto de las especies de Xiphorhynchus, respaldando observaciones anteriores en relación con las diferencias del pico y del cráneo, y se rescató el presente género para albergarlas. La separación fue aprobada en la Propuesta N° 316 al Comité de Clasificación de Sudamérica (SACC). Los amplios estudios filogenéticos posteriores corroboraron esta separación.
Un trabajo reciente cuestiona la validad del presente género para albergar estas especies ya que la especie tipo sería Dendrocolaptes ocellatus = Xiphorhynchus ocellatus, lo que infringiría lo dispuesto por la Comisión Internacional de Nomenclatura Zoológica (ICZN) art. 70, por lo que sería apenas en un sinónimo de Xiporhynchus; no habiendo otro género disponible, los autores proponen un nuevo género Paludicolaptes Raposo et al., 2018. Los autores también sugieren que un tercer taxón, la actual subespecie D. picus picirostris merecería el estatus de especie plena.